# 3
Anul 3 după Christos sau Anul 3 era noastră, a început într-o zi de luni sau marți conform calendarului iulian.  La Roma a fost anul consulatului lui Lamia și Servilius.  

## Evenimente

#### Europa
- Cinci triburi germane sunt unificate de Marbod, rege al marcomanilor. Unificarea celor cinci triburi reprezintă o amenințare directă la adresa imperiului Roman.
- Domnia lui Augustus este înnoită pentru o perioadă de zece ani.
- Lucius Aelius Lamia și Marcus Valerius Messalla Messallinus sunt numiți consuli  la Roma.
- Octavianus Augustus îl adoptă pe nepotul său, Gaius Caesar, sperând că acesta îi va succeda. Gaius devine proconsul și este trimis într-o misiune specială în Orient.

#### Asia

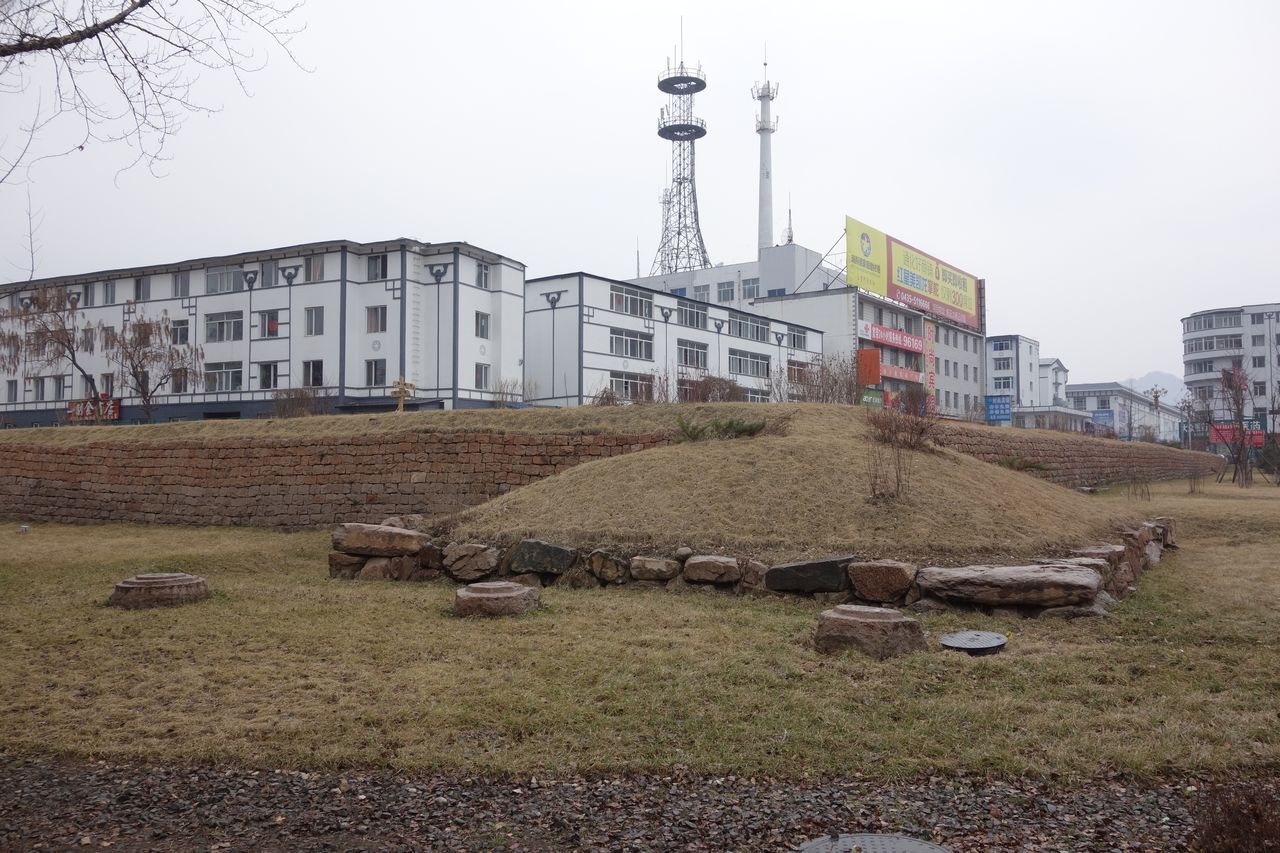
Ruinele orasului Gungnae

- Regele Yuri din Goguryeo mută capitala din Cetatea Jolbon în Gungnae.
- Wang Mang previne un complot condus de fiul său, Wang Yu, al cumnatului său, Lu Kuan, și al clanului Wei pentru al  elimina din poziția regentului. Wang Yu și Lu Kuan sunt executați.

## Nașteri
- Ban Biao, istoric chinez (d. 54)
- Geng Yan, general chinez, dinastia Han (d. 58)
- Tiberius Claudius Balbilus, politician și astrolog roman (d. 79)

## Decese
- Bao Xuan, politican chinez (n. 30 î.Hr.)